# ナポレオン文庫
ナポレオン文庫（ナポレオンぶんこ）は、かつてフランス書院から発売されていた成人向け漫画誌『COMICパピポ』とフランス書院コミック文庫を母体に、1993年頃から1990年代末頃まで刊行された。現在のジュブナイルポルノのフォーマットを形成した草分け的な文庫レーベルである。
本項では後続のレーベル・ナポレオンXXノベルスについても記述する。

## 概要
1993年11月に創刊。創刊ラインナップは以下のとおりである。
- 影魔王ザナック(小説 龍門主樹/挿絵 まいなぁぼぉい)
- 熱砂の惑星 女公安官ケイト(小説 葉影立直/挿絵 富士参號)
- ゆんゆん☆パラダイス(小説 雑破業/挿絵 みむだ良雑)
- 魔の飛龍軍団 プリンセス・ロード(小説・挿絵 星野ぴあす/カバーイラスト・天王寺きつね)
- 俺はオンナだ!?(小説 山際遥/挿絵 美衣暁)
- ロックン☆ビーナス(小説 北川あやめ/挿絵 雅亜公)

挿絵画家はCOMICパピポや編集を担当していたコミックハウスゆかりの漫画家が起用された一方、小説家はフランス書院文庫の作家ではなく新人および他社の作家が起用された。
従来のフランス書院文庫にはないSFやファンタジーといった題材が多く見られた。しかしジュブナイルポルノという新進的な形態の先駆けでもあった反面、ジャンルの創世期ならではの手探り状態もあり、雑破業に対する章タイトルや内容の無断修正、「人妻ヒロインを書きたい」という作家に対して「読者層より年齢の高いヒロインはダメ」という保守的なところもあった。
2001年10月には判型を新書サイズにしたナポレオンXXノベルスが創刊された。
なお、美少女文庫と違って基本的にあとがきがあるのが通例だった。

## 外見上の特徴

### ナポレオン文庫
表紙
文庫サイズで基本的に白をベースにヒロインと主要登場人物。ヒロインの裸は少なく露出がある場合は帯で隠れる部分に配置する構図が多い。折返しには簡単なあらすじが入る。
裏表紙
多くの場合はヒロインの立ち絵が入り横に簡単なあらすじと惹句が入る。
背表紙
上端部に、各作品毎に表紙からトリミングしたイラスト(基本的にヒロイン)が入り、その下にタイトルが書かれている。折返しには作者の既刊本と同ジャンルの作品リストが入っている。
帯（おび）
単色の下地に表紙側に大きく「ナポレオン文庫」のレーベル名を配置し上か下に惹句が入っている。文字は基本白で他にもう一色。プレゼントがあるときは惹句なしで折り返しにプレゼントの要項が入っている。背表紙側に「ナポレオン文庫」の文字。裏表紙側は同時発売の作品リストが入っている。

### ナポレオンXXノベルス
表紙
新書版に判型が変わり、基本的にメタリックカラーで色は作品によって違う。表紙はヒロインと主要登場人物。判型が変わったため帯で隠れる部分裸を隠すということは無くなった。折返しには本文のハイライトが抜き出されている。
裏表紙
多くの場合はカラーの口絵イラストにつかわれたイラストが小さく切り出され、ワンポイントで配置されているがイラストレーターによっては描き下ろしもある。横に簡単なあらすじと惹句が入る。折返しには作者とイラストレーターのプロフィールが入る。
背表紙
上端部に、各作品毎に表紙からトリミングしたイラスト(基本的にヒロイン)が入り、その下にタイトルが書かれている。
帯（おび）
ナポレオン文庫とほぼ同様。